# 두샨 쿠치아크
두샨 쿠치아크(슬로바키아어: Dušan Kuciak, 1985년 5월 21일 ~ )는 폴란드 클럽 라쿠프 쳉스토호바에서 골키퍼로 뛰고 있는 슬로바키아의 프로 축구 선수이다. 그는 포바슈스카비스트리차에서 골키퍼로 뛰고 있는 마르틴 쿠치아크의 동생이다.

## 구단 경력
2008년 6월 26일, 쿠치아크는 루마니아 클럽 바슬루이와 3년 계약을 체결했다. 2011년 8월 폴란드 클럽 레기아 바르샤바에 입단했고, 이후 2013년 8월 계약을 2016년까지 연장했다. 2013년 1월, 웨스트햄 유나이티드가 그와 협상 중인 것으로 알려졌다. 2014년 3월 24일, 쿠치아크는 2-1로 이긴 피아스트 글리비체와의 경기에서 레기아 바르샤바 소속으로 100번째 경기에 출전했다.
2016년 2월 1일, 쿠치아크는 헐 시티와 18개월 계약을 맺었다. 그는 같은 해 8월 23일 엑서터 시티와의 EFL컵 2라운드 원정 경기에서 데뷔하였고, 헐 시티는 3-1로 이겼다.

## 국가대표팀 경력
2006년 12월 10일, 쿠치아크는 2-1로 이긴 아랍에미리트와의 친선 경기에서 슬로바키아 국가대표팀에 데뷔했다. 그는 UEFA 유로 2020 최종전 슬로바키아 국가대표팀에 이름을 올렸다. 쿠치아크는 2021년 11월 슈테판 타르코비치 감독 하에서 마지막으로 국가대표팀 경기에 출전했다.